# Halenia valerianoides
Halenia valerianoides là một loài thực vật có hoa trong họ Long đởm. Loài này được Gilg mô tả khoa học đầu tiên năm 1916.